# 渡瀬恒彦
渡瀬 恒彦（わたせ つねひこ、1944年〈昭和19年〉7月28日 - 2017年〈平成29年〉3月14日）は、日本の俳優、歌手、タレント。本名同じ。
島根県能義郡安来町（現・安来市）生まれ、兵庫県淡路島育ち。東映マネージメント最終所属。兄は俳優の渡哲也、長男はTBSディレクターの渡瀬暁彦。

## 来歴

### 生誕からデビューまで（1944年 - 1969年）
幼少期はガキ大将だった。同じ小学校に通った同級生は「恒ちゃんは、ガキ大将で、けんかがものすごく強かった。友だちをいじめた相手に『何やってるんや』と向かっていき、兄貴肌で慕われていた」と懐かしんだ。生誕した島根県から兵庫県津名郡淡路町（現・淡路市）に移り、三田学園中学校・高等学校卒業（6年間の寮生活）。中学の入学試験で「あの野郎2番の成績で入って来た」と兄・渡哲也が回想していたが中学三年で柔道黒帯。高校時代は水泳部に所属。当時から同世代の女子に人気があり運動会には渡瀬目当ての女子学生が押しかけてきて大変だったという。同級生の兵庫県議・野間洋志によると「常に夏目漱石などを読んでいた。難しい「乾坤一擲」などの言い回しや熟語を使い、国語の成績は270人中常に5番以内」。また恩師によれば、当時から頭の回転が早くリーダーシップがあった。また俳優かけだしの頃、三田学園の寮を何度か訪れ淡路の海を「昔はヤスで魚やサザエを取った」と懐かしんでいたという。本人曰く高校在学中は新聞記者に憧れていた。
三田学園高等学校卒業後、中央大学・慶應義塾大学法学部に現役合格するも早稲田大学は不合格だった。兄・渡哲也からは「慶應に行け」と言われたが、庭で不合格通知を見た母親が涙を流してるのを見て1浪を選択し尾崎士郎「人生劇場」にも影響された、早稲田大学の第一法学部に入学。当時青山学院大学に通っていた兄・渡哲也との共同生活が始まる。空手部に所属し、二段の腕前だった。またボクシングもやっていた という説もある。
しかし、本人曰く「いい加減な学生」 で、当時の大学は学生運動全盛期で講義もなければ卒論もない。新聞記者になりたい夢はいつしか消え、作詞家になりたいと詩をたくさん書いていた時期もあった が、大学在学中はやりたいことも見つからないまま、仲間たちといつも「何かねぇのかな」と語り合っていたという。だからこそ実社会に出たらハードな職種で、なおかつ時代の先端を行く仕事に着きたいと考えた結果、兄・渡哲也の「堅い道を進め」という助言もあって卒業見込み で電通PRセンターに就職した。しかし、研修期間1ヶ月で同社を辞め、先輩が作った青山の広告代理店「ジャパーク」に移る。仕事は営業、渡瀬自身も会社員時代当時もよく働いていたと自負している。ジャパークで働いていた時、兄・渡哲也の知り合いが不動産屋を始めて急成長。宣伝スタッフがいないというので休日になると手伝いに行っていた。東映の傍系会社に電通や博報堂のCM映像を制作する東映CMが銀座にあり、銀座を歩いていた渡瀬を見た同社の役員から、「俳優にならないか？」と声をかけられる。最初は躊躇するものの、ジャパークの社長に相談すると、「絶対マイナスにならないから」と当時東映企画製作本部長だった岡田茂に会うことを薦められる。ジャパークの給料もよく、仕事も面白くなって来たところで、映画にまるで興味もなく、兄からは「芸能界は前近代的な職場だしラクじゃない。お前はふつうの堅い道を進んで欲しい」などと映画界入りに反対されていた。自身も兄を東映に引き抜くための手段に使われているのではないかと懸念し、100%断るつもりで岡田を訪問したところ、「とにかく俺にまかせろ」などと岡田に口説かれた。彼の人柄にすっかり魅了され、「こういう人がいる世界なら一緒に仕事をしたい。30まで人生預けてみよう。一発ためしにやってみるか」と即決で俳優転向を決めた。岡田から「男が顔になってくるのは35歳だぞ。それからだからな」と言われた。渡が芸名で活動しているのに対し、本名で活動し始めたのは、高倉健を意識した東映に「大倉純」という芸名を提案されたものの気に入らず、それなら本名の方が良いと申し出たことに由来している。当時入社6年目の東映宣伝部員・福永邦昭は岡田に呼ばれて、渡瀬と引き合わされ「しばらくお前に（渡瀬を）任せるから」と言われた。福永と渡瀬はすぐに意気投合し、週1、2ペースで歌舞伎町の安キャバレー「チャイナタウン」で飲んだ。渡瀬はさほど酒は強くなかったというが、渡瀬兄弟は仲が良く、当時、渡哲也と代々木のマンションに同居していて、歌舞伎町で飲んだ後は、代々木まで歩いて帰っていたという。帰路の途中に渡瀬がいつも「地面を見つめて、歩くだけー。背中をまるめて、歩くだけー」と低音で歌を唄うので、福永は「いい歌だね。誰の曲?」と聞いたら渡瀬は「自分で作った」という。肝心のサビがなかったため、福永が知り合いの作曲家に頼み、補作したものが渡瀬の主演第二作『監獄人別帳』に主題歌として採用され、「ごっかんブルース」のB面に渡瀬の作詞作曲クレジットで「俺は忘れもの」として収録されシングルも発売されている。

### デビュー（1969年 - 1977年）
1970年1月31日（土曜日）、石井輝男監督の映画『殺し屋人別帳』の主役としてデビューする事になり、マスコミを集めてのデモンストレーションで大学時代の空手を見せて「兄貴には小さい頃から勉強でも喧嘩でも負けた事がない。今やっても負けませんよ。」既に日活のスターになっていた渡哲也へのライバル心を隠そうとはしなかった。外部から迎えた若手タレントで東映で主役デビューは大川橋蔵以来といわれた。岡田から「やれ」の一言で、演技の勉強もなく京都に来て監督の石井と同じ部屋に泊まり、毎朝監督と一緒に起きて撮影所に行き、出番の有無に関わらず終わりまで撮影に付き合う毎日だった。しかし、デビュー作の演技を渡瀬曰く「そりゃそうだ、昨日までは素人だったんだから」と開き直っても、根がマイナス思考のため、凄まじいまでの酷さとひどく落ち込み、間違った世界に来たのかと思ったが、悩む暇がないほど次から次へと仕事が舞い込んでいったという。デビュー当時の渡瀬はやんちゃでとにかく熱く突っ走っていたと大勢の映画関係者が証言しているが、渡瀬と旧知の仲だった東映・奈村協もその1人。奈村は1972年、工藤栄一監督「忍法かげろう斬り」で身体を壊した兄・渡哲也の代役を任された時が初対面。東映京都撮影所駐車場で当時の愛車だったフェアレディ240Zを使ってスピンの練習をしていたり、当時東京から京都まで新幹線で3時間15分でかかっていたが自分なら車で新幹線より早く東京に着けると豪語していた という。「現場では10代の新人でも70、80歳代のベテランでもみんな同じライバル」 という渡瀬にとって、錚々たる俳優の中で唯一競争できる要素が「アクション」だった。人並外れた身体能力の高さから、当初は東映のアクションスターのホープとして期待された。
そんなやんちゃで熱い渡瀬を東映京都撮影所でも次第に認められ、中島貞夫、工藤栄一、深作欣二、山下耕作といった監督を始めあらゆる人から「恒さん」と呼ばれるようになった。東映京都撮影所では若い人を通常「○○ちゃん」、「○○ぽん」と呼ぶため渡瀬の「恒さん」は別格だった。
中島貞夫は渡瀬が演技に開眼したのは『現代やくざ 血桜三兄弟』（1971年）における荒木一郎との出会いと話している。ある三兄弟の末弟を演じた渡瀬が、もぐらと仇名される気弱な男を演じる荒木一郎と不思議な友情で結ばれるあるシーン。2人には長回しするからと事前に伝えてあったが、どちらが言い出したのか2人だけでリハーサルを行っていた。妙にウマも合ったのか、演技にはうるさい荒木の影響を受けて、それまでのただ生身をぶつけるような演技から変貌を遂げた。
また常に新しいことに挑戦しようとする気構えもあった。中島貞夫が東映での監督生活が10年近くが過ぎ、一部の映画作家には「低予算ながら企業の制約なしに好きな作品が撮影できる」理由で人気があったATG作品として『鉄砲玉の美学』（1973年）に挑戦してみることにした。それでも1000万という予算は苦しかった。撮影の費用は工夫を重ねて切り詰めたが、キャスト費をどう捻出したらよいか。そんな折だった。何処で聞きつけたのか渡瀬が中島に付きまとい始める。「ねぇ、何かやるんだって」「俺やるよ」。渡瀬は撮影所のスタッフルーム、中島の自宅にも押しかけて出演を直談判した。作品の内容（従来の義理と人情ばかりの紋切り型ではない、いわゆる格好悪いヤクザを描こうとしていた）製作方式、そしてまともにギャラが払えぬと監督の中島が渡瀬が作品への出演を断念するように説得した。しかし渡瀬は諦めることなく「ギャラなんかどうでもいいから俺にやらせて」と猛烈に売り込み、中島が「じゃあついでにあんたの車をロケ地に持ってきて劇用車に使わせてくれるか」と渡瀬に伝えると渡瀬は「いいよ」と答えた。撮影は宮崎県。宿はタイアップした都城市の旅館の大部屋でスタッフ・キャストの区別なく大部屋でゴロ寝。そこで10日あまり撮影で過ごし、中島はヤンチャで喧嘩早い渡瀬が細やかな気配りをしている様子を目の当たりにした。
1976年、『狂った野獣』では、中島が当初「まがりなりにもスターなんだから顔に怪我させられない」と横転するシーンのみスタントを使うことを主張するが、大型バス運転免許を運転教習所が驚くほどの早さで取得し、中島に「どうしても俺がやる、そのために免許を取ったんだ」と訴え、自らバスを運転し引っ繰り返す命がけの撮影に挑んだ（渡瀬の盟友であるピラニア軍団の面々もバスに同乗したが、本音は「横転するバスになんか乗りたくなかった。でも、世話になっている渡瀬の手前断れなかった」という）。中島は当時の渡瀬を「飛び立つヘリコプターにぶら下がったり、運動神経がとにかく抜群だった」と絶賛する。次第に中島は渡瀬が運転に関して自信過剰になっていると危惧する が、渡瀬のアクションはどんどん過激になっていく。「暴走パニック大激突」（1976年）では200台もの車やバイクが衝突するクライマックスシーンの撮影時に出演者の中でたった1人ノースタントを志願。自らハンドルを握り、対向車に飛び込んだ。
『現代やくざ 血桜三兄弟』（1971年）、高田宏治に「あんなハチャメチャなヒロポン中毒の殺人鬼は彼しかできない」と言わしめた「実録・私設銀座警察」（1973年）、小林旭と壮絶で悲劇的な兄弟の殺し合いを繰り広げた「唐獅子警察」（1974年）、梶芽衣子と日本版ボニー＆クライドを演じた「ジーンズ・ブルース 明日なき無頼派」（1974年）などデビュー以来渡瀬は底辺でもがくアウトローを演じ続けてきた。しかし、1977年『北陸代理戦争』の撮影中に運転ミスでオープンジープから投げ出されて、ジープに足を潰され生死の淵をさまよう大怪我を負い降板（代役は伊吹吾郎）。監督・深作欣二と脚本家・高田宏治は責任を感じ、渡瀬の病室を見舞った。麻酔が効いて眠り目が覚めるとその度に枕元に深作がいた。「こうなっちゃ仕方ないよ」と逆に深作と高田を慰めた という。自分の人生を考えるというよりも、振り返る感覚もなく、ただ「久しぶりに何もない時間があった」 この時の大怪我が元でアクション俳優から性格俳優へと転向する。渡瀬自身も後年「結果的には役の幅が広がった」と述懐した。
私生活では、三本目の映画『三匹の牝蜂』で共演した大原麗子と1973年に結婚したが、1978年に離婚している。

### 成熟期（1978年 - 1991年）
2009年当時のインタビューで、東映以外の映画会社（松竹）初出演作になった1978年『事件』で、ブルーリボン賞・日本アカデミー賞・キネマ旬報等助演男優賞を受賞したことが自分にとっての大きな転機になったと話している。しかし、その当時は実感も感慨もなかった。同年、松竹映画「皇帝のいない八月」でも、狂気を湛えた自衛隊元将校の反乱分子を演じた。1979年には松竹映画「震える舌」「神様のくれた赤ん坊」でキネマ旬報主演男優賞を受賞した。
小林信彦の小説『唐獅子株式会社』の映画化に乗り気で、小林が渡瀬の自宅まで出かけたことがあったが、松竹ではやくざ映画は不可能だったため、後年、小林は大変惜しいことをしたと述懐している。
NHKのテレビドラマ『おしん』では、並木浩太役として出演し、おしんの1918年米騒動当時、山形県酒田時代の初恋の相手でありながら、おしんの仕えたおかよ様との間で三角関係に置かれ、おかよ様が亡くなった後も、ひとりおしんを陰から見守り続け、おしんのスーパー店主としての1956年の再起を支援し、最後にはそれが息子の独善的な経営指針によって破綻していくまで、老女となったおしんを見守る男性役を務めた。
『セーラー服と機関銃』では、現場入り朝9時から撮影開始 深夜0時の撮影終了まで薬師丸ひろ子へひたすら集中力を磨くために三國連太郎と共に繰り返し稽古をつけていた（2016年7月22日放映「スタジオパークからこんにちは」ゲスト薬師丸ひろ子より）という。また薬師丸が機関銃を撃つシーンでガラスが飛び散り顔を負傷した際、周囲は「すぐ治るよ」と楽観する中、渡瀬だけが「自分の娘だったらどうする」と薬師丸の怪我を心配した（セーラー服と機関銃 (映画)#薬師丸負傷参照）。
『南極物語』の大ヒット以降からテレビドラマに軸足を移すようになる。
- 本人曰く、「昔は2クールが多かった。そうすると、最後まで脚本ができてないでしょう？当時はそれが嫌だったのを覚えている。後から思ったほど面白くならなかったなということもあった」[35] という。

1990年代、バスクリンのCMに出た事が自身の幅を広げてくれたと2014年当時のインタビューで語っている。コミカルなCMソングと共にお風呂から勢いよく出てくる演出は、それまで銀幕のスターでシリアスな役どころが多かったが、子供から大人まで認知度をあげるきっかけになり、お客さんとの距離が近くなった という。

### 円熟期（1992年 - 2014年）
存命中に本人の口から語られることはなかったが、ごく一部の人間のみが知る事実として、1994年に脳梗塞を発症し左手に軽い障害が残ったといわれ、それが従来の屈強なイメージと併せ人間味が溢れる類まれな存在感が出てきたきっかけと見る向きもある。脳梗塞がきっかけで「最高の仕事をするために」煙草をスッパリやめ、酒は適量なら血流にいいと言われる赤ワインだけにした。連日のように1時間歩き、趣味のカメラで道端の花を撮影していた姿が目撃されている。
この頃も『忠臣蔵外伝 四谷怪談』（1994年）などの映画にも出演していたが、1992年から主演を続けてきた「十津川警部シリーズ」や『タクシードライバーの推理日誌』など、次第にテレビドラマへの出演本数が多くなる。
- 2015年まで計54作放映された『十津川警部』シリーズについて、当時のプロデューサー森下和清が渡瀬を「役者でありながらスタッフでもあった」と話す。現場では演出を仕切ることもあり、台本にもどんどん口を出した。スタッフをかわいがる一方、手を抜く人に対しては監督であっても言うことを聞かなかった。森下は「十津川を『自分の根幹』と言って大切にしていた。役というより、恒さんそのものだった」とコメントしている[38]。

2002年からは、デビューした東映京都撮影所で制作された『おみやさん』がスタート。
- 同作品スタート10年目でインタビューに応えている。その際、長く渡瀬の持ち役のひとつになった「十津川警部」と比較して『十津川は相手の反応は関係なく、直球を投げる。おみやさんは相手とのやりとりの中でカーブを投げられるんですね、優しいんだと思います』と人気の秘密を語った[39]。
- スタート当初から撮影場所も舞台も京都だったが、2011年の第8シリーズからはゲストの職業も和傘職人や桜守などより京都にこだわるようになり、京都をよく知る渡瀬が脚本中にあった「ベージュ色」という台詞を「亜麻色」という言い回しに変えるということもあった[39]。

2007年度下期の連続テレビ小説『ちりとてちん』では、かつて「上方落語界の四天王」と呼ばれた徒然亭草若を演じた。
- 当時日課の散歩でも役作りのため落語を聞いていたが、1時間くらいで拒否反応が出る苦労を明かし「自分は落語とは程遠いところにおりました。しゃれとか、粋などとは無縁の生き方しかできませんので。落語も全く知らず、今は“落語が分かる気質”を演じることに七転八倒しています[40]」と今まで演じたことがない役柄に悪戦苦闘していたが、クランクアップには「自分にとってキツい仕事だったけど、この2、3日すごく気持ち解放されて、今では本当にやってよかった[41]」と達成感を得ている。

2006年からは、『警視庁捜査一課9係』シリーズがスタート。松本基弘プロデューサーによれば「『ER緊急救命室』みたいな群像劇をやってみたかった。『土曜ワイド劇場』の枠で『警視庁捜査一課強行七係』（2005年）を作ったが2時間ドラマでは群像劇にはならないことがわかった。その時上層部から『相棒』をやらない時期にやる新たな刑事ドラマを考えろと言われたので、七係の反省から『警視庁捜査一課9係』の企画を出しました。事件を解決するだけではなく、レギュラー刑事たちのプライベートも描く群像劇で、主人公が必ず中心になるわけではない、ある意味チャレンジの企画なんですがいいですか？と尋ねたら、「おもしろそうだからいいよ」と。昼行灯みたいな係長・加納倫太郎の立ち位置をよく理解して、企画に乗ってくださいました」
- 9係まではリーダーシップあふれる刑事役が多かったが、「部下と距離を置き自分から捜査しないと思われ、人を使う」役柄は9係が初。2006年スタート当初は「実はこんなに出番の少ないドラマは、今までないんですよ。戦場に出ないでもいい勝ち方ってないのかな（笑）。やる限りは勝たないとね。どうやってみんなに働いてもらうかな[43]」と語っていたが、最終的に晩年では「代表作にしたい[33]」と公言するほど、愛着の深い作品になった。2009年当時のインタビューでは「スタート当初からこれは映画にできる」と思うほど刑事たちのキャラクターが生き生きと描かれ、刑事たちの個性だけでドラマができると9係を絶賛。その中で主演である自分は、「思い切ってキャラクターをぶつけあっている刑事たちを見守る」役割といい、「自分が演技しないで人がやるのを見ているのは、俳優としてはエネルギーがいる」というやりがいを明かした[44]。
- 2009年から2014年までの新・9係シリーズは夏の放映で、収録時期が渡瀬の誕生日と被っており、9係の順調な視聴率とあわせて出演者・スタッフから毎年盛大にお祝いしてもらっていた。渡瀬は「来るな、と思っていても嬉しいものですね」と喜んでいた[45]。
- 2015年の『9係 season10』放映に先駆けた取材では、毎年『9係』の前枠もしくは後枠で放映されている刑事ドラマシリーズ『相棒』について、「見なきゃいけないと思って見たことある。すごいなと思います」と語っていた[46]。
- スタート9年目当時、印象深い出来事として羽田美智子が「以前みんなで飲んだ時、渡瀬さんが『1人でも欠けたら、この作品は終わりにする』とおっしゃったんです」と語っていた[47]。

2012年には『おみやさん』などの主演が認められ、第20回橋田賞を受賞。「褒められるとすごく元気が良くなります。僕は人を褒めるのが下手で、家でも仕事場でも人を褒めない。たまに褒めるのは犬だけ。これからは褒めるようにしたい」とコメントを残している。

### 晩年（2015年 - 2017年）
2015年8月2日に元妻である大原麗子の七回忌法要に参列したが、この頃から体調が優れず同月末に精密検査を受けたところ、胆嚢癌と診断され余命1年の告知を受けた。都内の大学病院で5ヶ月間、手術ではなく抗癌剤の投与と放射線治療を受け、その後も入退院を繰り返しながら少しずつ仕事をこなしてきた。その間も高額な抗癌剤を試そうとしたり、がん専門病院で特別な放射線治療を受けようとしたが、転移のため叶わなかった。自身が癌に侵されていることは、「あえて自分から話すことではないと思った」という意向から2016年5月26日発売の「女性セブン」が報じるまでは公にされなかった。
『9係』プロデューサーの松本基弘は2016年のseason11終了後に渡瀬から癌であることを伝えられたが、松本は「治療すれば必ず良くなる」と信じていたという。どんな体調が優れない時でも「俺はやる、とにかく現場に戻るんだ」という意欲を燃やし、2016年に入ってからは血流を良くする気功術を導入した。
病魔が体を蝕み、2016年6月から8月に撮影された『おみやさんスペシャル2』では、親友の成瀬正孝が陣中見舞いに訪れた6月の時点では調子が悪いながら一緒に食事へ行くなどの気遣いを見せる余裕があったものの、7月に入ると撮影を続行できるか一時検討されるまでに体調が悪化しており、妻が京都に駆けつけ献身的に支えたことで撮影を乗り切った。松本によれば、『おみやさんスペシャル』の後に『タクシードライバーの推理日誌』の新作を撮影する予定であったが、体調を崩したことを考慮し延期して静養に努めたという。
11月には、遺作となったテレビ朝日系列のスペシャルドラマ『そして誰もいなくなった』（2017年3月25日・26日放送）への出演をプロデューサーの藤本一彦が渡瀬にオファーした。藤本によれば、最初は別の役を依頼するつもりだったが、準備稿を読んだ渡瀬が犯人の磐村兵庫役をやりたいと話した という。
井上茂によれば、本人の直筆で毎年宛名から文面まで律儀に書かれていた年賀状が、2017年には「賀春 おめでとうと、ありがとうを申し上げます」と健筆で書かれていたという。2016年までの年賀状とは文面が違うことに気づき、そこに込められた思いに井上は心がざわめいたと語っている。
『そして誰もいなくなった』の撮影は、2016年12月24日から2017年2月12日まで続いた。クランクインで、「皆さんご存知だと思いますが、私は癌です。それでもこの役を全うしたい」と挨拶した。撮影の際には風邪が蔓延しないように全員がマスクを着用、照明のセッティング待ちがないように照明なしのカメラを用意し、藤本は監督の和泉聖治へ出来るだけロケの回数を抑えるために工夫するよう指示した。最後に磐村が犯行を告白する13分間の独白シーンは、渡瀬の負担にならないよう通常は現場で行うカット割りを和泉は事前に作業した。移動は車椅子、撮影の合間には酸素吸入器の管を鼻から挿入し、命を削って容態が急変する前に撮影を終わらせた。
1月25日には、テレビ朝日でサンケイスポーツによる『警視庁捜査一課9係』の取材に応じた。その時も鼻には酸素吸入器をつけてはいたが口調や足取りはしっかりしていたという。その際、記者へ「『9係』は僕にとって『やらせてください！』と言いたい作品なんです」と力を込め、同作品への並々ならぬ思い入れと役者魂をぶつけた。だが記者からの「ライフワークにしたいか？」という質問にひと呼吸して「生きていれば…」と声を落としたという。2月19日、『警視庁捜査一課9係 season12』の取材会に力強い足取りで現れ、12作目になる本作の見所を話した。その際、「体調は良くない。現状維持という感じ、食欲はないけど一生懸命食べている」と自身の体調を包み隠さず話し、会見に同席した羽田美智子が涙ながらに感謝を伝えると、渡瀬も背中を叩いて羽田へ感謝を伝えた。ただ、取材会に際して公開された渡瀬は1月の取材時と比べても明らかに痩せており、結果としてこの取材会が公の場で見せた最後の姿となった。
3月2日に行われた『そして誰もいなくなった』の制作会見は「スケジュールの都合」により欠席となったが、共演者の津川雅彦によれば共演者は癌に侵された渡瀬を気遣い労わったという。そんな渡瀬は誰よりも早く現場に入るため、つられて共演者も現場に入るのが早くなったというエピソードを明かした。
『9係』取材会直後の2月中旬に左肺の気胸を発症し、東京都内の病院に入院。3月に入って敗血症を併発するなど満身創痍の状態であったが、現場に戻る執念は衰えておらず、一般病棟にいる時から『警視庁捜査一課9係 season12』の台本を持ち込んで台詞を全て覚えていた。3月13日にはマネージャーと打ち合わせをこなし、「今月から撮影だ、頑張ろう」と自らを鼓舞していたが、翌3月14日に細菌が血液を通じて全身を巡り容態が急変。病院に駆け付けた妻と長男、長女の家族3人に看取られ、同日23時18分に胆嚢癌による多臓器不全のため死去した。72歳没。

### 没後
- 2017年
  - 3月16日 所属事務所からFAXで死去を発表し、「最期まで幸せな俳優人生を全うできましたことを心より感謝申し上げます」とのコメントを発表した[63]。兄の渡哲也は弟の訃報に当たり、所属事務所を通じて「余命1年の告知を受けておりましたので、この日が来るのを覚悟はしていましたが、弟を失いました喪失感は何とも言葉になりません」と直筆のコメントを発表した[64]。40年来の親友だった江藤潤はがん闘病以降は「絶対人には弱みを見せない」渡瀬の美学を配慮し、お見舞いには一切行かなかった。江藤は弔問時に対面した渡瀬は、苦しみを見せずいつもの柔和な表情を浮かべていたという[65]。
  - 3月17日 生前派手なことを嫌った本人と家族との希望により家族葬が営まれた。遺影は昨年1月、妻の誕生日に撮影された写真。渡瀬が好きなオンシジュームをメインとした花で棺を取り囲み、棺の中には家族からの手紙や家族写真が納められた。葬儀には家族の他に渡夫妻、親しい俳優仲間である片桐竜次、不破万作、中西良太、木村栄、成瀬正孝ら約30人が参列（舘ひろしは葬儀の前に線香をあげに訪れた）[61][66]。葬儀終了後、自宅に戻った渡哲也が取材に応じ、亡くなる間際まで出演へ執念を見せた「警視庁捜査一課9係 Season12」に出演できない無念を代弁した[67]。
  - 3月18日 追悼特別番組として、テレビ朝日関東ローカル枠で「おみやさんスペシャル」（2016年10月15日放映）が再放送。同日夜、「SmaSTATION!!」生放送最後で渡瀬の話題になりゲスト出演した貫地谷しほりが、共演歴があった渡瀬の死を偲び涙で声を詰まらせた。そんな貫地谷にMCの香取慎吾が「これから素敵なお芝居で返していかないとね」と声をかけた[68]。なお、貫地谷は翌19日に放送される予定だった「黒薔薇 刑事課強行犯係 神木恭子」に主演する予定だったが、当面の間放送が延期された。同日、「警視庁捜査一課9係」公式Twitterが渡瀬へ感謝と哀悼のツィートを投稿[69]、
  - 3月19日 追悼特別番組として、テレビ朝日日曜洋画劇場枠で「タクシードライバーの推理日誌32」（2013年）が再放送。冒頭で大下容子アナウンサーが渡瀬の俳優人生を紹介、「数多くの忘れられない作品を残したくさんの人々に愛された渡瀬恒彦さんは、病と闘いながら最後まで俳優として命を燃やし続けました」と称えた[70]。
  - 3月24日 テレビ朝日系のワイドショーで2月12日「そして誰もいなくなった」のクランクアップのシーンが紹介。渡瀬が最後のシーンを撮り終え、オールアップの声と同時に主演の仲間由紀恵は渡瀬へ花束を贈ると、渡瀬が椅子から立ち上がり仲間を抱きしめ、謝辞の言葉を送り、セットを去った[71]。同日、2014年に撮影された「判事失格!?弁護士夏目連太郎の逆転捜査」が金曜プレミアム枠で放映[72]。同日、東映東京撮影所マネージメント部が改めてコメントを発表。「治療と仕事の両立は大変だったが、皆様の暖かいご声援が渡瀬の力になっていました。最期まで幸せな俳優人生を全う出来ましたことを、スタッフ一同、心より感謝申し上げます」と全ての仕事を通じて出会ったキャスト、スタッフ、そしてファンに深い感謝を伝えた）[3]。
  - 3月25日・3月26日 遺作「そして誰もいなくなった」放映。渡瀬演じた元東京地裁裁判長・磐村兵庫が「末期の肺がんだ。余命いくばくもない」と告白するなど、虚構と現実がひとつになった役柄にSNS上でも大反響が起きた[57]。視聴率は前編15.7%、後編13.1%（関東地区）。後編の瞬間最高視聴率は午後11時03分、渡瀬演じる磐村が遺された映像で自身が犯人であることを告白する、俳優人生「最後の見せ場」で14.5%を記録[73]。
  - 3月27日 渡瀬が演じた十津川警部のファンの間では一番評価が高いと言われるシリーズ42作目「十津川警部シリーズ 九州ひなの国殺人ルート」（2009年9月本放送）を、TBSが追悼特別番組として月曜名作劇場枠で再放送。冒頭には追悼テロップと2017年から十津川警部を演じる内藤剛志がお悔やみの言葉を述べた[74]。視聴率は再放送にも関わらず12.2%（関東地区）[75]
  - 3月28日 テレビ朝日の定例会見に出席した早川洋会長兼CEOは、4月から放映される『警視庁捜査一課9係 Season12』について亡くなる寸前まで台本を手放さなかった渡瀬の気持ちを汲み主役不在で、5人のレギュラーに頑張ってもらい1クール放送する予定です」と明言。同時に「テレビ朝日のドラマ全体に貢献していただいた」と渡瀬の偉業を称えた[76]。
  - 4月2日渡瀬が生前出演に執念を燃やした「警視庁捜査一課9係Season12」は、シーンによって渡瀬演じる加納倫太郎の過去映像を使用することで出演することが明らかになった。同時に加納倫太郎の設定が「内閣テロ対策室改造のためのアドバイザーを兼務しているため、9係を離れた」ことになっており、公式サイトには渡瀬の名前と役名は残したままになっている[77]。
  - 4月12日「警視庁捜査一課9係Season12」初回放映日。冒頭から渡瀬演じる加納倫太郎が、里見浩太朗演じる警視総監の神田川宗次朗に呼び出される場面が放送された。加納は神田川から書類を受け取ると「失礼します」と頭を下げ、警視総監室から退室するシーンが流された。そして最後にこれまでの回想シーンが放送された[78]。SNS上では大きな反響があり、最後の回想で渡瀬のアクションシーンが流れると、個性的なメンバーをまとめてきた渡瀬の役の偉大さを称える声が上がった[79]（なお、渡瀬の親友である成瀬正孝がゲスト出演をしている[80]）。
  - 5月3日羽田美智子が渡瀬の没後初めてインタビューに応え、「『9係』はみんな続けたいと言っているが（視聴率的に）どうなるかわからない。特に今年は悔いがないようにやっている」と継続の意思を示唆。現場では渡瀬がいないにも関わらず、渡瀬がいた時同様撮影開始の30分前に現場入りをする習慣が続いていたり、スタジオのどこかに渡瀬がいるように羽田だけではなくみんなで感じながら撮影しているという[81]。

## 人物
- 身長174 cm[2]、血液型AB型[2]。

### 人柄
- 遠縁にプロテニスプレイヤーの錦織圭がおり、渡・渡瀬兄弟の祖母と錦織の母方の曽祖父が兄弟であり、渡・渡瀬兄弟と錦織の母親ははとこにあたる[82]。
  - 2008年、錦織の親戚筋から「石原プロモーション」渡宛てに簡単な家系図を添えて手紙が届いた。当時全く知らず驚いた渡は渡瀬にも連絡を取ったが、渡瀬も全く知らなかった[82] という。
  - また、錦織の母方の従兄弟[83]にあたるスリーピースバンドOmoinotakeのベース・福島智朗[84]、TSKさんいん中央テレビのアナウンサー・福島睦も遠縁にあたる。
- 渡瀬の人物像を語る上でしばしば登場するのが「芸能界一喧嘩が強い」という逸話である。渡瀬本人が腕っ節の強さを吹聴するようなことは無かったものの、彼を古くから知る芸能関係者らは「渡瀬さんが一番」と口を揃え、その強さを“伝説”として語り継いでいる[85]。
- 早稲田大学はドイツ語文法の1単位が取れず抹籍扱いになった（2002年『徹子の部屋』では自身の早稲田大学抹籍証明書をテレビで披露した）[13]。
  - 息子が早稲田大学在籍時に大学側から「卒業生の先輩」として講演を依頼された。しかし、渡瀬はドイツ語の文法の単位が取れず卒業見込みのまま就職した自覚があったため、大学側に確認の問い合わせたところ「抹籍証明書」が戻ってきた[13]。
  - 就職してからも3年間、あわせて7年間は大学に授業料を払っている。しかし、もう1年間は払わなかった。大学側からは創立100周年記念時計を送られきて「大学卒業したのかな」という認識があった。当時渡瀬は見込みが甘かったことを認めている[13]。
- 動物好きで有名[86]。特に犬が好き、理由は「朝起こされて、散歩に行って…と生活が律せられるのがいい[36]」『南極物語』で共演した犬のタロとジロを撮影休止のため帰国している間、監督に世話したいと自ら志願。撮影が終わってからも「厳しい環境には戻せない」と自宅に引き取った[87]。自宅近くの公園によく犬を連れて散歩しに来ている姿が目撃されていた[86]。25年以上に渡り、東映のカレンダーには自分の飼っている犬と2ショットで登場していた[88]。
  - 「キネマ旬報」1982年10月下旬号で、「南極物語」の撮影を終えた当時の渡瀬をインタビューした映画評論家・野村正昭によれば映画の話になると「ええ」「そうですね」の連続で、全く話が弾まないがタロとジロを含めた犬の話になると「こんなつまらない話してもいいのかなぁ」といいながら、時間を遥かにオーバーしても話が止まらないくらいの「犬好き」だった[89]
- 井ノ原快彦に1度家族写真を見せ、その際「良い写真は1時間ほどレンズ越しで家族を見つめていたら撮れる」と話していた。
- 2度目の結婚相手となった妻との間に長男と長女をもうけている。
  - 自分の子供は芸能人にさせたくなかったという。渡瀬曰く「何しろ、この仕事は努力の方向性がわからない。野球なら素振りを100回より1000回やれば上達するかもしれないけど、セリフの練習がそうなるとは限りません」
  - 大変な子煩悩だった。「デパートに滑り台を買いに行ったところ見本品ひとつしかなかったために自作した」、「子供たちとシュノーケリングで海に潜っていた[13]」、「厳しく躾したつもりはないが、必ず週に1度は家族揃って食事を取るようにした[90]」、「休みの日はよくキャンプに行っていたよ。父親の威厳を示せる絶好のチャンスでした（笑）[90]」等良き父親であろうとしたことがうかがえる発言が残っている。
- 長男・暁彦はTBS社員で、テレビドラマのディレクターを務めている。渡瀬は生前いつか息子の担当する作品に出演したいと語っていた[91]（ただ息子が当時助監督だった『南極大陸』には出演できた[92]）。
  - 暁彦は第3・6話で監督に携わる[93] 2017年4月期「小さな巨人」の宣伝インタビューに登場し父親に対する質問にも堂々と答えた[94]。（父親からの影響は？）「実は個性の話って、僕がこの仕事を始めて、おやじとご飯を食べたり酒を飲んだりして、よく言われたことなんです。おやじは『自分で出したいというのは個性ではなくて、組織のためや、誰かのためにという思いでやって、自分を殺して殺してやって、それでもにじみ出るものが個性だ』と。最近、ようやく分かってきたかも」[94]。（父親との思い出は？）「おやじは僕の関わった作品のすべてにリポート用紙3枚くらいで、細かく感想を書いてくるんですよ。おやじもこの世界、長いですし『あのシーンはお前のこだわりだろ』って、分かってもらえるんです。そういうところはうれしかったです。うまくいかなかったところも部分も見透かしてくるし…。正直、『何言ってんだよ』って思うことも6割くらいありましたけど（笑）、すごく勉強になりました。おやじにほめられたのは『大奥』第8話と『クロコーチ』初回ですね」[94]
- 読書好き、本をゆっくり読む時間が好きだった。「映画化、ドラマ化できるかな？」と思いながら頭の中でキャスティングして楽しんでいた[36] という。

### 仕事に対する姿勢
- デビュー直後に語った「スターに学問はいらない。映画は肉体労働だ」という哲学を貫き、俳優としての地位を築いた。劇団で修行したわけでないからと演技論を展開させることもなかった。事あるごとに「僕は脱サラ俳優だから」と口にしていた[4] という。
- 渡瀬と共演経験がある荒木一郎によれば「渡瀬は本気でやるだけだからね。芝居っていうことより。土の中に埋まるなら、ほんとに土の中に埋まるし、酒飲んで吐くシーンなら自分でほんとに一所懸命飲んでゲーゲー吐く。芝居っていうことよりもそれをいかにほんとにやるか、みたいな奴[89]」と証言している[95]。
- 松方弘樹がタモリの笑っていいとも!に出演した時に「渡瀬は一番後輩なのに先輩を説教するんですよ」と言い、泥酔した菅原文太は「みっともないから帰れ！」と一喝されたと言う。
- 『タクシードライバーの推理日誌』、『警視庁捜査一課9係』等でプロデューサーとして渡瀬と仕事をしたテレビ朝日松本基弘は「最初の印象は怖かった。でも、それは仕事に対して真摯な姿勢で挑む理不尽な指示に対してとかスタッフに緊張感が無くなっているときに怒るというものだった。とにかく仕事が好きな方でした。僕も様々な企画を持ち込んで、たくさんご一緒させて頂いた。もちろん何でもいいわけではなくて、ご自身がしっかり内容を吟味して決められるので、こちらもしっかりとした企画を持っていきます。脚本に対するアイディアも的確ですし、そういった意味ではプロデューサー的な視点を持っている人でした。本当にテレビ朝日にとっても、自分にとっても宝物のような存在だったんです[42]」
- 2015年出版された「東映スピード・アクション浪漫アルバム」[96] で、1970年代の自分について杉作J太郎と対談という形式でインタビューに応えている。杉作は2002年と2004年、十津川警部シリーズで渡瀬と共演している（シーンは一緒ではなかった）。その際、数々の噂を知っていた杉作は気後れして当時話しかけられなかったが、実際インタビューで会うと「迫力のある方だったがやる気のない兄貴」という感じで例えると安田猛のパームボールみたいに抜けた感じの渡瀬も随分見たとのこと[97]。
- スター然した扱いを苦手とした。プロデューサーが煙草に火をつけようとすると、自分でつけるからいいと断った場面を元付き人が目撃している[98]。また現場にたまにしか顔を出さないプロデューサーを非常に嫌ったという[98]。
- 渡瀬自身は「こういうイメージで俳優をやっていこう」という固定観念はなかった[36]
  - 2014年当時のインタビューでは「この人をこういう役で使ったら面白い」と考える専門家（プロデューサー）がいるから自分ではあまり考えません。でも、昔似たような役柄をやっていたから安全パイでキャスティングされることが昨今は多いため、自分の中で固まりかけているイメージを、別の角度から突っついて乗らせてくれるプロデューサーはいいですね[36] と話していた。
- ベテランのスタッフや共演者には「恒さん」と親しまれ、何度も出演したテレビ朝日系『徹子の部屋』のように慣れた相手には「意外なエピソード」も明かしたが、通常の取材では「小難しい質問」になると顔をこわばらせてしまうところがあった[99]。
- 非常に勉強熱心として知られていた。現場にiPadを持ち込み、わからないことがあるとその場で調べていた[100]。
- 作品毎、最初の仕事は現場のスタッフの名前を覚えることだった。「ADさん!」というより「○○さん!」と呼ばれた方が気持ち良いだろうし、良い仕事してくれるだろうという信念を貫いた。渡瀬は東映の現場に50年弱いたが、昔は下積みやっている人間がどんどん偉くなっていくのを目の当たりにしたことが起因している[36] という。
- 台詞の覚え方について「30歳ぐらいまでは台本を台詞として覚えていた。しかし、2009年現在ではドラマのストーリーを読んで、2回目は演じる役になりきって読んで、3回目は衣装さんやメイクさんなどスタッフがどう動くか想像しながら読んでます。そうして何回か読むと、いつの間にか台詞を覚えてしまうんですよ」[101] とのこと。
- 「（デビューして）何年経っても、撮影の前夜というのは心地良いものではないですよ..」ドラマでも映画でも撮影初日の前夜は期待や不安で眠れない日があった[101] という。
- 「演じたい役は？」と問われると渡瀬は必ず「老人と海」の漁師役と答えていた[4] という。

### 兄・渡哲也
初めて渡哲也が東映京都撮影所に訪れた1972年、弟の思い出として「幼少時代、みんなが止めるのも聞かずに1度に犬4匹を連れて散歩しに行って案の定傷だらけになって帰ってきたこと」を東映・奈村協に話している。やんちゃで責任感があり根性がある弟を一番理解していた。本人曰く子供の頃はケンカはもちろん、勉強もスポーツも渡瀬の方が上回っており、渡は「恒彦の兄」と言われていた。しかし、兄が俳優になると形容詞が逆転し「渡哲也の弟」と言われるようになる。だが、そんな兄の芸能界デビューを後押ししたのは弟だった。予備校時代、浅丘ルリ子主演『執炎』の相手役募集を新聞で読み、青山学院大学の空手部の仲間と共謀して内緒で写真と書類を送った。何も知らない兄はカンカンだったという。また兄のアパートに来る悪友たちとトリスバーに通った。
やがて渡を追って俳優になり、1971年〜1972年NHKドラマ「あまくちからくち」 で双子の兄弟役共演、以降は宝酒造「松竹梅」CMで兄弟共演はあったが、映像作品では2011年のTBS「帰郷」まで40年間、2度の別作品オファーを渡が断っている。渡によれば「兄弟でやるのが照れくさかったんです」とのこと。担当プロデューサーによれば、渡瀬に企画を持ちかけ10年前から水面下で進行していたが渡瀬が渡に「我々に残されている時間は少ない。オファーがあるうちにやろう」と電話をかけた事が決め手となった。当時渡は石原プロモーションの社長を退き、演じたい作品に出られる環境になったことも理由のひとつという。2011年当時渡・渡瀬共に「兄弟共演はこれが最後」と公言していた。2011年12月5日制作会見で、渡は「40年前は私もうまくなかったが、私以上に（渡瀬が）うまくなかったので、心配してた思いがある」と40年前を回顧し茶化しながらも「自分を遥かに超えるいい俳優になった」と渡瀬を称えた。2009年当時のインタビューで、渡瀬は「兄は俳優という範疇を超えている。石原裕次郎さんもそうだけど、努力なんかで追いつけない他の人にはない何かを持っている」と渡を称えており、2011年にはお互いを尊敬する兄弟になっていた。しかし、最後の兄弟共演発言から「またチャンスがあったら共演したい」と翻意するほど渡瀬は前向きだったが渡は「遠慮させて頂きます」とやんわりと断っている。
そんな渡瀬に「十津川警部シリーズ」第1作目から全作品に携わった森下和清プロデューサーから10作目付近から構想し続けた兄弟共演を50作目記念で実現させたい旨を明かされる。「難しいよ、2度とないって言っていたし兄貴は頑固だから」と言いながら渡に電話。渡は「世間的に（共演は2011年が）最後って言っちゃっているからまずいよ」と固辞。それでも渡瀬は諦めず渡の自宅に1ヶ月以上足を運び、渡の首を縦に振らせた。渡は「50作目に力を貸してほしいと恒彦に言われ、引き受けました。20年以上続くのは素晴らしいこと。伊東四朗さんと恒彦と他の出演者の方々、スタッフのたゆまぬ努力があったことと思います」とコメントした。
2作品の共演を経て、2014年渡と距離が密に戻ってきた と話している。また「警視庁捜査一課9係」に「兄貴（渡）を特別ゲストで呼びますか」とも発言していた。渡瀬と親友の間柄だった江藤潤も「若い頃は渡瀬の口から渡の話を聞くことはなかったが、ここ数年渡のことを話すようになった」と証言している。
2015年以降渡は急性心筋梗塞で入院のちリハビリを続け、2015年夏から胆のう癌で闘病生活に入ってからもたまに渡の自宅を訪れお互いの体調を気遣い励ましあっていた。しかし、渡瀬の死で兄弟は永遠の別れを迎える。渡は悲しみをこらえ、生前渡瀬が出演へ執念を燃やした「警視庁捜査一課9係 season12」に出演できない無念を代弁した。
渡が率いた石原プロモーションと一緒に阪神・淡路大震災当時の炊き出しにも参加している。渡瀬は兄率いる石原プロモーションと合流し、故郷の淡路島や芦屋市に駆けつけて炊き出しを実施。カレーや焼きそばを振る舞って被災者を元気づけた。96年、神戸復興チャリティイベントにも兄弟で参加。
また、1991年に渡が直腸がんの手術をした後、マスコミ200人以上を前に記者会見を行い、あらゆる質問に毅然と答えた。渡と親交があるビートたけしが渡瀬の死を悼んで、渡のがん手術当時のことを回想し「渡さんが大腸がんになったときに、渡さんが『人工肛門になるんだったら、おれは手術しないで死ぬ』と言ったら、それを渡瀬さんが『手術しろ。恥ずかしくない。生きるべきだ！』って説得したんだ。それを渡瀬さんが先に死んじゃうなんてね。ヤクザとけんかするほど暴れん坊だったのにな。」

### 結婚
生前2回結婚している。1度目は大原麗子（1973年 - 1978年）。1970年6月公開の『三匹の牝蜂』での初共演がきっかけで、渡瀬が「最初の第一印象で気が合った感じ」とすぐにデートを重ね、1971年11月に渡瀬が岡田東映社長宅を訪れ、結婚の決意を報告した。1972年2月14日に東京プリンスホテルで行われた婚約発表では、報道陣からの「お互いどこに惹かれたか」の質問に対して、渡瀬は「全部が好き」と答えたが、大原は「イチかバチかといった冒険的なところに魅力を感じた」と話した。悪ぶっていたデビュー当時の渡瀬に、ある俳優仲間が“大原麗子クラスのスター女優に言うことを聞かせるぐらいじゃないとダメだ”と吹き込んだことがあった。そのため『鉄砲玉の美学』や『狂った野獣』でタッグを組んだ中島貞夫が住んでいる京都の家へ大原麗子を伴って現れ、「結婚するので嵯峨野に家を探している」と相談されて中島は大変驚いた。当時、渡瀬はピラニア軍団の親分的立場とはいえ、トップスターの大原麗子とは明らかに「格差婚」だった という。また大原が姉と慕っていた浅丘ルリ子の元にも2人は挨拶へ出向いている。大原麗子の実弟によれば「お互い一目惚れだが、特に大原麗子が渡瀬を好きになった」という。結婚当時姉の運転手をしていたが、完全に2人の世界に入り込み、車の中で渡瀬は膝の上に大原を乗せて甘えていた という。また子宮外妊娠で手術を受け、大原は渡瀬から輸血されたこともあった。
渡瀬の実父が死去し、渡瀬が母を引き取ったことでいわゆる嫁姑問題が生まれ、渡瀬が売れっ子になり自宅にあまり帰らなくなったことで夫婦に溝が生まれ口喧嘩が増えていった。離婚の1年前、夫婦関係の亀裂は深まり、大原は渡瀬の浮気を疑ったとされている。実際、渡瀬は浮気をしていなかったが大原はセックスを拒否するまで疑心暗鬼は深まった。欲求不満になった渡瀬は家政婦にも言い寄った という。1978年離婚、渡瀬の親友だった江藤潤は傷心の渡瀬を支え「直後はショックが手に取るように分かった。当時、一緒に飲みに行くと、いつもどっぷりと落ち込みながら痛飲していた」といい、めったにやらないカラオケにも付き合った。
離婚後、仕事では円熟期を迎えていた渡瀬だが、大原は少しずつ時代に必要とされなくなり仕事の本数が減っていく。そんな折、（当時）十津川シリーズ・プロデューサー森下和清が「（2004年シリーズ33本目で）大原に出てもらいたい」旨を渡瀬へ伝えた。すると渡瀬は「俺はいいけど、奥さんに聞いてみるわ」と答え、妻は「そんな小さいこと忘れているからいいわよ」と答えてくれたのが後押しになった。また渡瀬は仕事が減少していく大原を気遣ってオファーしたともいわれている。常々、大原は「（渡瀬とは）嫌いになって別れたわけではない」と話していたのでオファーを喜んで受けた という。撮影中、渡瀬は自分の出番がなくてもマネージャーのように大原へずっとついて、撮影も順調に終わった。だが、オンエアを見て大原の表情が変わった。「（2つ年上の渡瀬と並んで）私のほうが老けて見える。悔しい！」大原は十津川が映像作品の最後の仕事になった。
大原は、2000年過ぎから心身のバランスを崩し、色々な人へ時かまわず一方的な迷惑電話をするようになり、浅丘ルリ子など仲の良い人は大原と絶交してしまう が、渡瀬は大原から電話がかかってきても拒絶せず話を聞いたという。
2度目は結婚当時元OLの一般人女性（1979年 - 2017年）。渡瀬が公に語ることは少なかったが、渡瀬逝去後の2017年6月7日『徹子の部屋』に出演した井ノ原快彦によれば子供2人が独立して巣立った後、妻と2人きりになり「二度目の恋だな」と井ノ原に妻への愛情の一端を語っていたことを紹介していた。1994年、脳梗塞を患ったことをきっかけに健康維持のため始めた散歩に付き添っていたことなどを生前の渡瀬が明かしている。特に晩年、がんになってからは治療法について周囲と相談したり、がんで体力が落ちる渡瀬を気遣い、食欲が減退する渡瀬のために食べやすく栄養が取れる食事を作るなどして、渡瀬を支え続けた。そんな献身ぶりに渡瀬は「なぜコイツと一緒になったかわかった」と愛情と感謝を口にしていた とされる。

### 交友
- 実社会に出てから一番の出会いと映画の世界の恩師は深作欣二という。「作さんみたいに人間としても奥行きがあり包容力がある人は一生に1人か2人しか出会えない」と絶賛、生きていたら「（インタビューを受けていた2009年当時の）自分のやり方が合っているかチェックしてほしい」といい、そして深作に生きていてほしかったと話している[101][注釈 6]
- 映画にクレジットされることもない大部屋役者たちと、東映のやくざ映画やアクション映画などに出演した際に親交を深めた室田日出男、志賀勝、川谷拓三、片桐竜次、野口貴史、岩尾正隆、小林稔侍らが17名で結成した「ピラニア軍団」の発起人となったことでも知られている。「無類の酒好きなのに、忘年会などどこからも声がかからないから自分たちで飲み会をやろう」というのが結成のきっかけだった[56] という。破天荒な役者たちをおもしろがり、村長役を買って出たのが深作欣二、中島貞夫、倉本聰[56]。
  - そのピラニア軍団の成瀬正孝はプライベートでも親友の間柄で、普段から「俺、お前」と言い合うほどの付き合いであった。成瀬は（最後に渡瀬と会った）2016年初夏、成瀬から見ても渡瀬は具合が悪そうだったがホテルに戻らず「せっかくだからご飯を食べに行こう」と時間を作ってくれたことを明かし、昔から現場のスタッフにも「腹減ってないか」「疲れてないか」と気を配る渡瀬の人柄を偲んだ。独身時代、渡瀬の運転で伊豆・戸田の海で素潜りしながらタコや魚を取り、若い時は2人でよく遊んでいたことばかりを思い出しますと述懐した[118]。
  - 1975年に放映された「影同心」の共演で井上茂は渡瀬と出会った[56]。初対面の挨拶時、当時チャンバラトリオで人気を博していた兄の名前を出し「ゆうき哲也の弟の井上茂です」と名乗った。すると「それは違う、あなたは井上茂でしょ」と一蹴。渡瀬は井上に対し「誰かの弟ではなく、あなたはあなた自身」と諭した[56] という。井上曰くピラニア軍団をこう振り返った。「とにかく酒豪揃いなので、酒を飲むにしても豪快で、氷を入れるアイスペールになみなみと酒を注ぎ、それを回し飲みするのです。渡瀬さんはお酒を飲まれない方なのですが、自分にまわって来たら、生来の負けず嫌いが顔を出し、飲み干します。それでいて酒に飲まれない。翌朝どんなに早く撮影があっても、普段通り整然とスタンバイされていました。よく焼酎の牛乳割を飲まれていたのを思い出します」[56]。当時のピラニア軍団は血気盛んで喧嘩が絶えなかった。ある日、井上が大喧嘩をしていると渡瀬がすごい剣幕で割って入り「どっちが悪いんだ」と問いただしたという。渡瀬の筋を通す「男気」はピラニア軍団の強者たちも一目置いていた[56]。また渡瀬は井上が俳優で活躍できるよう深作欣二と引き合わせ「やくざの墓場 くちなしの花」（1976年）に出演、石原プロにも井上を紹介し、「大都会Ⅱ」の「17番ホールの標的」（1977年）にメインゲスト扱いで出演できた[56]。
- 成田三樹夫遺稿句集「鯨の目」[119] に成田を紹介する文章を寄せている[120]。
  - 共有できた時間は短かったのに、どうして気になる存在だったのかを考えて、渡瀬は自らこう答える。「私は成田三樹夫さんのファンだったのです。古武士を思わせる風貌と失われつつある日本人の原点を持っていた成田三樹夫さんに魅了されてしまった一ファンだったのです。先輩として見たこともなく、同業者として見たこともなく、いつもファンという立場で、成田三樹夫さんのことを見ていたのです」[121]
- 「南極物語」や「戦国自衛隊」で共演した俳優の江藤潤は40年来の親友であり、家族ぐるみで交流を続けていた。そんな江藤にとって渡瀬は「酒と煙草と仲間を愛した人」だったという[100]。
- ガッツ石松は兄貴分として渡瀬と40年来の親交があった[122]。
  - 映画『極悪拳法』（1974年）で初共演。2004年には『つぐない』でも共演。ガッツ石松曰く渡瀬は「大先輩なのに、ウマが合って仲良くさせてもらった。聞き上手な方でいつもニコニコしていた」という。ガッツ石松自ら企画・製作総指揮を執り、監督・脚本・主演した自費映画「カンバック」（1990年）に友情出演したのが渡瀬だった。ガッツ曰く「構想を伝えたら『協力するよ』と。約束を守ってくれた」という。1996年、ガッツ石松が選挙に出た時も渡瀬は応援した[122]。
- 渡瀬が46歳当時1990年から2年ほど、渡瀬の付き人をしていた俳優・永井なおきは付き人を辞めてからも年に2回渡瀬の自宅へ出向き、近況報告を続けていた。偶然胆のう癌告知翌日に近況報告が重なった時も、笑顔で永井の話を聞いていたという[98]。
  - 永井が付き人になった当時、周囲の人たちは渡瀬を「丸くなった」と評していたが安岡力也から『お前、恒さんを怒らせちゃダメだぞ。俺がどれだけ怖い思いをしたか知ってるか？』と脅された[123]。
  - 渡瀬の付き人になるにあたり、先輩の付き人から申し送られたことは「渡瀬がプロデューサーにキレそうになったら、先に殴られて阻止しろ」[98]
- 1977年『かあさん堂々』での共演から親交があり、俳優の傍ら東日本大震災における社会貢献活動をしている堀内正美へ東日本大震災の被災者に心を寄せた内容の直筆メッセージを託しており、渡瀬の死をきっかけにTwitter上で公開した[124]。
- 1970年代アウトロー映画で渡瀬の飛躍を支えた盟友の中島貞夫は、2011年渋谷シネマヴェーラで行われた東映60周年記念のトークショーで渡瀬と共演した。企画の段階から「監督、なんかやるんだって？」と何度も聞いてきた[22] という。
- 『警視庁捜査一課9係』で10年間共演した井ノ原快彦は「結婚しますとか、子供が生まれますとか、個人的にいいことがあったら、まず渡瀬さんにお伝えしています」と渡瀬を家族のように慕い、渡瀬も愛称の「イノッチ」と呼び可愛がっていた[46]。
- 映画『セーラー服と機関銃』以降、角川映画の常連だったが、角川春樹が監督した『愛情物語』に出演する際は、「角川とケンカにならないように」と書いたお守りを持参し、幸いケンカにはならず、以降は食事を共にする仲になった。角川へは年賀状を毎年のように送り、死去する3カ月前には「賀春 素敵な一年でありますように」という文面をしたためて、癌で余命いくばくもない状況を一切見せなかったという[125]。

### 没後、共演者・スタッフの追悼
『十津川警部シリーズ』（1992年-2015年）
- 伊東四朗が3月16日所属事務所を通じてコメントを発表
  - 「私よりずっと若い渡瀬さんが亡くなったことにショックを受けてます。来月ドラマでご一緒するはずでした。『おはようございます』ではなく『お帰りなさい』と言うつもりでしたのに『さようなら』になるとは…。十津川シリーズの五十四本は忘れられない財産です。お世話になりました[126]」
- 山村紅葉が3月16日所属事務所を通じてコメント発表、3月18日ブログ[127] を更新
  - 「『十津川警部シリーズ』などで、25年間、あちこちの断崖絶壁で、その土地の美味しいお料理をご馳走になり、いろんなお話を伺わせていただき、心から尊敬申し上げておりました。突然のことに、悲しみが深すぎて、気の利いたお別れの言葉も見つからず申し訳ございません…[128]」

『タクシードライバーの推理日誌』（1992年-2016年・2017年初夏にパート40の撮影予定があったが叶わずに終わった）
- 風見しんごが3月16日フジテレビ『ノンストップ!』を通じてコメントを発表
  - 「まだ信じていません。僕にとっても大きな大きな方。『くじけるなよ』って何度も肩をぐっと握ってくださった。暖かくなったらまたご一緒させていただいて撮影に入りたい」[130]（風見は2007年当時娘を交通事故で失い、翌年長男死産という憂き目にあう。そんな風見を渡瀬は励まし支え続けた。当時のエピソードが風見の著書『さくらのとんねる』に記されている[131]）
- 佐藤二朗が3月16日自身のTwitterでコメントを発表[132]
  - 「TVで見た日本アカデミー賞の中継と記憶している。候補者一人一人のインタビューで今の気分を聞かれ｢(賞を)取りたいに決まってるでしょ｣と答えたその人を凄く格好いいと小学生の僕は思った。何度もご一緒したのにそれを言えなかったのが悔やまれる。渡瀬さんの背中は永遠に遠い[133]」[注釈 7]

『ちりとてちん』（2007年）
- 桂吉弥が3月16日所属事務所を通じてコメント発表、17日独演会取材会の席上で思い出を振り返った。
  - 桂吉弥の師匠桂吉朝は『ちりとてちん』の2年前に50歳で急逝している。『ちりとてちん』を通じて、吉弥は渡瀬を師匠の吉朝と重ねていたといい、（ドラマの中で）師匠と別れる病室のシーンでは、吉朝へ伝えられなかったことを言えたような気がしたものです[134] と振り返った。
  - 渡瀬のクランクアップで桂吉弥と貫地谷しほりが名残惜しんでいると「はよ（次の準備）せえ」と叱った。後に理由を聞くと、渡瀬さんは「スタッフさんはこの後、セット替えもある、今（吉弥らが）着ている衣装のアイロンがけとかたくさん、やることはあるんだ」と話したという。スタッフを思い、共演者を叱る「優しさ」と「厳しさ」を吉弥は渡瀬から教わった[135]。
  - ある日、桂吉弥は渡瀬が収録後のカメラテストを確認してないことに気づき、渡瀬へ質問すると「（東映時代の若き日）いきがっていたのか、今のは気に食わないと10回撮り直していた」と振り返り、話し始めた。「その後、監督に呼ばれて、試写室で自分がNGを告げた場面だけを流された。自分が何でNG出したのか、分からん場面ばかりで恥ずかしく、それから監督が『OK』と言えば信じることにした」と教えてくれた[135]。
- 貫地谷しほりが3月18日「SmaSTATION!!」出演（渡瀬恒彦#没後3月18日参照）、3月19日渡瀬への気持ちをブログ[136] に記した。

『劇場版釣りキチ三平』（2009年）
- 土屋太鳳が3月16日ブログ[137] で思い出を語った
  - 当時渡瀬から「お前は演技はヘタだけど、飯の食い方はいい！きれいに食う！」と大きな笑顔で褒められた[138] という。
  - 当時、土屋が芸能界入りを志すきっかけになった『セーラー服と機関銃』に出演していた渡瀬へ憧れの作品だった気持ちをぶつけた。すると、渡瀬は当時の貴重なエピソードや薬師丸ひろ子の様子などを詳しく土屋に話して聞かせ、感激した土屋は台本の隅にたくさんメモをした[138]。

『北アルプス山岳救助隊・紫門一鬼』（2001年-2009年）
- 髙嶋政宏が16日所属事務所を通じてコメントを発表した。
  - 渡瀬は現場でどうあるべきか全てを教えてくださった巨星。「お前、スタッフは名前で覚えろよ」とか、あるシーンの芝居で悩んでいると「お前そんなに考えて疲れない？」と優しく言ってくれたり、「お前どっちでやるんだ？！早く決めろ！」と叱咤してくれたりした。数年経った頃「あいつも色々、考えてるからよ。俺が考えたラストシーン、高嶋に、まず読ませてやってくれよ」とプロデューサーに言ってくれた時は嬉しかった。とにかく厳しく優しく、現場で台本を持たない、常にそのシーンをどうやったら面白くなるかを考え続けた方でした[139]。
- 当時のプロデューサー・森田昇が2017年GWにBSジャパンで同作品が追悼一挙再放送されることに伴い4月28日コメント発表
  - 「渡瀬さんが撮影現場に入ると、そのプロ意識の高さによって良い意味でスタッフ・キャストに緊張感がみなぎり、段取りや演技などがより良くなりました。常に仕事に厳しく、芝居はピカイチでした」[140]。
  - 「山岳救助隊シリーズ」の醍醐味は、ラストの山頂でのシーン。森田によれば「渡瀬さんのせりふが少なくても、そのシーンを渡瀬さんが全て持って行ってしまうのが印象的でした。それほどの存在感と説得力がありました」[140]
  - 思い出深いエピソードとして「映画でスタントマンなしでアクションシーンを撮るという渡瀬さんの噂通り、かなり標高の高い山の上にもざくざくと進み撮影に臨んでいました。天気の変わりやすい山頂の撮影で、撮影シーンの順番が目まぐるしく変更になっても、素早い対応でこなされていました。撮影の合間には、映画時代の驚くようなお話や、南極など世界中の極地での撮影エピソードなど興味深いお話をたくさん聞かせていただきました」[140]

『おみやさん』（2002年-2016年）
- 2006年と2012年にゲスト出演した原田龍二が3月16日ブログを通じてコメントを発表した[130][141]。
  - 「京都の撮影所ではよくお会いし、ダンディーと鋭さが同居している魅力的な大先輩として拝見していました。共演した際も、暖かく厳しい目で僕の芝居を受け止めてくださり、嬉しかったことを思い出します[142]。」（原田の他に川岡大次郎、遊井亮子含め[141] スタッフ・レギュラー・ゲスト出演総勢20名以上がSNS上で渡瀬の思い出に触れながら追悼した〔参照：おみやさんの登場人物#鳥居勘三郎を演じた渡瀬恒彦への追悼〕。「おみやさん」のみならずあらゆる作品で渡瀬を支えてきた。）
- 名取裕子は自身のレギュラーラジオ番組「オールナイトニッポン MUSIC10」2017年3月21日放送分で、渡瀬の死を悼み、共演経験が多かった名取の心中を思いやるリスナーメールを紹介。名取は涙声に詰まりながらも渡瀬の人柄と思い出を偲び「一人ひとりの心の中で、ずっと思っている限り、渡瀬さんはいてくれる。」と語り、リクエスト曲小田和正「さよならは 言わない」をかけた[143]。
  - 名取と渡瀬は映画やテレビでたくさん共演作があるが、木曜ミステリー枠を長く主演作で支え、2012年『おみやさん第9シリーズ』第1話で名取演じる鶴丸あやが、『京都地検の女第8シリーズ』第1話で渡瀬演じる鳥居勘三郎がそれぞれ特別出演したのが最後の共演になった。

その他
- 中江有里は『奇跡の山 さよなら名犬平治』（1992年）で渡瀬と共演した。
  - 中江はTwitterで「ご一緒した際、ご自身を鍋将軍と称してすき焼きをふるまってくださったことが思い出深いです。優しくてかっこいい『お父さん』でした[130][144]」と偲んだ。
- 安達祐実のデビュー作『ＲＥＸ 恐竜物語』（1993年）では父親役の渡瀬と共演。
  - 安達は出演ドラマ会見場で「子供の頃でしたけれど、あいさつの仕方や食事の仕方など人としての基本的なことを教えていただきました。大人になってからも、食事をする機会などで渡瀬さんに言っていただいたことを思い出します[145]。」安達が成人以降、渡瀬と共演した際は「私が体調の悪い時があって、マネジャーづてに番号を聞いて電話をくださって“健康には気をつけなきゃダメだよ”と言ってくださった。いつも強い、お父さんのような存在でした」と唇をかみしめた[145]。
- 草刈正雄は『真田太平記』（1985年）で共演。渡瀬が真田信之を演じ草刈が弟の真田幸村を演じた。
  - 草刈は所属事務所を通じてコメントを発表。「役者として、男として、人として、格好良かった。僕の目標でした。残念です」[146]。

『警視庁捜査一課9係』（渡瀬の出演は2006-2016年まで、以降は映像での出演）
- 羽田美智子が3月16日所属事務所を通じてコメントを発表、あわせて3月21日ブログを更新。渡瀬の訃報が報道された3月16日撮影が中止され、吹越満の発案で小さなお店にキャストが集まって肩を寄せ合いたくさん話をした様子が紹介[147]。なお、3月31日のブログには羽田含めた9係の全キャストが渡瀬の自宅に弔問へ行った様子が書かれた[148]。
  - 「長年ともに過ごさせていただいた『9係』の現場で、渡瀬さんのいすを見詰めながら戻っていらっしゃることを信じて、待ちわびていました。『渡瀬さんの不在はやっぱり寂しいです』と手紙を書こうとしていた矢先の突然の訃報。信じがたいです。たくさんお話したいことがあったのに、、、」[149]。

## 受賞歴
- 1978年度：第52回 キネマ旬報ベスト・テン 助演男優賞 『事件』、『赤穂城断絶』[150]
- 1978年度：第3回 報知映画賞 助演男優賞 『事件』、『皇帝のいない八月』、『赤穂城断絶』
- 1978年度：第21回 ブルーリボン賞 助演男優賞 『事件』、『赤穂城断絶』[151]
- 1978年度：第2回 日本アカデミー賞 最優秀助演男優賞 『事件』[152]
- 1980年度：第54回 キネマ旬報ベスト・テン 主演男優賞 『神様のくれた赤ん坊』、『震える舌』[153]

## 出演

### 映画
- 殺し屋人別帳（1970年、東映） - 主演・流れ者の真一 ※デビュー作
  - 監獄人別帳（1970年、東映） - 主演・橘真一
- 三匹の牝蜂（1970年、東映） - 三郎
- 不良番長シリーズ（東映）
  - 不良番長 出たとこ勝負（1970年） - 尾高弥一郎(噂のジョー)
  - 不良番長 やらずぶったくり（1971年） - 勝
  - 不良番長 突撃一番（1971年） - 柏木勝
  - 不良番長 一網打尽（1972年） - 新郎
  - 極道VS不良番長（1974年） - 神坂謙次
- 経験（1970年、東映） - 的場勇
- 最後の特攻隊（1970年、東映） - 秋山二飛曹
- ㊙女子大寮（1970年、東映京都）
- ずべ公番長 東京流れ者（1970年、東映） - 常次郎
  - ずべ公番長 ざんげの値打もない（1971年、東映） -荒井竜二
- 博徒外人部隊（1971年、東映） - 関進
  - 博徒斬り込み隊（1971年、東映） - 死神の竜次
- 博奕打ち いのち札（1971年、東映） - フーテンの猛
- 関東テキヤ一家 喧嘩火祭り（1971年、東映） - 巽鋭次
- 暴力団再武装（1971年、東映） - 宮地三郎
- 悪の親衛隊（1971年、東映） - 主演・江頭豊
- 現代やくざ 血桜三兄弟（1971年、東映） - 谷村宏
- 銀蝶渡り鳥（1972年、東映） - 東隆次
- ゾロ目の三兄弟（1972年、東映） - 大西永三
- ギャング対ギャング 赤と黒のブルース（1972年、東映） - 溝口
- 木枯し紋次郎（1972年、東映） - 源太
- まむしの兄弟 傷害恐喝十八犯（1972年、東映） - リキ
  - まむしの兄弟 刑務所暮し四年半（1973年、東映） - 倉石真吉
- やくざと抗争（1972年、東映） - オートンの勝
- 昭和極道史（1972年、東映） - 神谷政男
- 銀蝶流れ者 牝猫博奕（1972年、東映） - 靴磨き役でカメオ出演
- 狼やくざ 葬いは俺が出す（1972年、東映） - 氷川鉄
- 麻薬売春Gメン 恐怖の肉地獄（1972年、東映） - 新城正幸
- 仁義なき戦いシリーズ（東映）
  - 仁義なき戦い（1973年） - 有田俊雄
  - 仁義なき戦い 代理戦争（1973年） - 倉元猛
  - 新仁義なき戦い（1974年） - 北見登
  - 新仁義なき戦い 組長の首（1975年） - 須川国光
- 鉄砲玉の美学（1973年、ATG） - 主演・小池清
- 恐怖女子高校 暴行リンチ教室（1973年、東映） - 若林哲也
- 狂走セックス族（1973年、東映） - 主演・郷晃
- 女番長 感化院脱走（1973年、東映） - 菊村洋一
  - 女番長 タイマン勝負（1973年、東映） - 黒木達也
- 実録 私設銀座警察（1973年、東映） - 渡会菊夫
- ボディガード牙 必殺三角飛び（1973年、東映） - 南条武
- 学生やくざ（1974年、東映） - 主演・島崎角太郎
- 女囚やくざ（1974年、東映） - 立花弘志
- ジーンズブルース 明日なき無頼派（1974年、東映） - 片桐次郎
- 山口組外伝 九州進攻作戦（1974年、東映） - 古田憲一
- 唐獅子警察（1974年、東映） - 松井拓
- 極悪拳法（1974年、東映） - 主演・桜木鉄拳
- 三代目襲名（1974年、東映） - 地道行雄
- あゝ決戦航空隊（1974年、東映） - 貝田義則
- 実録飛車角 狼どもの仁義（1974年、東映） - 赤坂トッピン
- 安藤組外伝 人斬り舎弟（1974年、東映） - 津吹哲也
- 脱獄広島殺人囚（1974年、東映） - 田上喜代松
- 日本任侠道 激突篇（1975年、東映） - 音無し三五郎
- 激突!合気道（1975年、東映） - 松阪健吉
- 実録外伝 大阪電撃作戦（1976年、東映） - 高山敬
- 暴走パニック 大激突（1976年、東映） - 主演・山中高志
- 狂った野獣（1976年、東映） - 主演・速水伸
- 女必殺五段拳（1976年、東映） - 高木修二
- 沖縄やくざ戦争（1976年、東映） - 嘉手刈宏
- やくざ戦争 日本の首領（1977年、東映） - 野溝武司
- 北陸代理戦争（1977年、東映） - 竹井義光役 ※予告編のみ
- 恐竜・怪鳥の伝説（1977年、東映） - 主演・芦沢節
- 事件（1978年、松竹） - 宮内辰造
- 皇帝のいない八月（1978年、松竹） - 主演・藤崎顕正
- 赤穂城断絶（1978年、東映） - 小林平八郎
- 配達されない三通の手紙（1979年、松竹） - 峰岸検事
- 戦国自衛隊（1979年12月5日、東宝） - 矢野隼人
- 神様のくれた赤ん坊（1979年、松竹） - 三浦晋作
- 影の軍団 服部半蔵（1980年、東映） - 服部半蔵（下の半蔵）
- わるいやつら（1980年、松竹） - 榊弁護士
- 復活の日（1980年、東宝） - 辰野隊員
- 震える舌（1980年、松竹） - 主演・三好昭
- 青春の門（1981年、東映） - 金朱烈（金山）
  - 青春の門 自立編（1982年、東映） - 石井忠雄
- 漂流（1981年、東宝） - 伊平次
- モーニング・ムーンは粗雑に（1981年、スーパーハリウッド） - 草壁
- 真夜中の招待状（1981年、松竹） - 原田和生
- セーラー服と機関銃（1981年、東映） - 佐久間真
- 化石の荒野（1982年、東映） - 主演・仁科草介
- 道頓堀川（1982年、松竹） - 渡辺
- 天城越え（1983年、松竹） - 主演・田島松之丞
- 時代屋の女房（1983年、松竹） -主演・安
- 泪橋（1983年、東映） - 主演・白井健一
- 南極物語（1983年、東宝） - 越智健二郎
- 迷走地図（1983年、松竹） - 外浦卓郎
- 彩り河（1984年、松竹） - 山越貞一
- 愛情物語（1984年、東映） - 篠崎拓次
- 男はつらいよ 夜霧にむせぶ寅次郎（1984年、松竹） - トニー
- ねずみ小僧怪盗伝（1984年、松竹） - 浪人
- 波光きらめく果て（1986年、松竹） - 谷井敦巳
- 十手舞（1986年、松竹） - 内海孫兵衛
- キャバレー（1986年、東宝） -関東連合組員
- 首都消失（1987年、東宝） - 主演・朝倉達也
- ゴルフ夜明け前（1987年、東宝） - 主演・坂本龍馬
- 肉体の門（1988年、東映） - 伊吹新太郎
- 敦煌（1988年、東宝） - 李元昊
- 丹波哲郎の大霊界 死んだらどうなる（1989年） - 大天使(特別出演)
- せんせい（1989年、松竹） - 中島明
- 226（1989年、松竹富士） - 石原莞爾
- 天と地と（1990年、東映） - 宇佐美定行
- 激動の1750日（1990年、東映） - 荒巻重信
- カンバック（1990年、松竹） - 評論家
- 本気!（1991年、東映） - 風岡翔
- 首領になった男（1991年、松プロダクション） - 瀧
- 一杯のかけそば（1992年、東映） - 北海亭主人
- 奇跡の山 さよなら、名犬平治（1992、東宝） - 牧村弘
- 復活の朝（1992年、松竹） - 植村直行
- リング・リング・リング 涙のチャンピオンベルト（1993年、東映） - 水島歩一
- 民暴の帝王（1993年、東映） - 別役直人
- REX 恐竜物語（1993年、松竹） - 立野昭良
- 第2回欽ちゃんのシネマジャック「やさしい嵐」（1994年、東宝） - 現在の安達浩二
- 忠臣蔵外伝 四谷怪談（1994年、松竹） - 堀部安兵衛
- 時をかける少女（1997年、角川春樹事務所） - 骨董屋の主人
- 鉄と鉛（1997年、東映） - 主演・探偵
- アンドロメディア（1998年、松竹） - 人見俊彦
- しあわせになろうね（1998年、KSS） - 主演・山室正弥
- 学び座（1998年、JTAキネマ東京） - 主演・教師 神崎
- Nile ナイル（1999年、東映） - 主演・見城治彦
- 親分はイエス様（2001年、グルーヴコーポレーション） - 主演・木原勇次
- ハルウララ（2005年、ハルウララ製作委員会） - 主演・宗石大
- 釣りキチ三平（2009年、東映） - 三平一平
- 育子からの手紙（2010年、育子からの手紙製作委員会） - 小野寺医師 (ワンシーンのみ、特別出演)

### テレビドラマ
- ゴールドアイ 第5話 - 最終話（1970年3月 - 8月、日本テレビ） - 渡瀬亘 役
- あまくちからくち[154]（1971年4月 - 1972年3月、NHK総合） -伏見荷名夫
- 忍法かげろう斬り 第21話 - 最終話（1972年8月 - 9月、関西テレビ） - 主演・不知火鷹 役 ※兄・渡哲也が病気降板のため代役
- 隼人が来る 第24話「雲隠れの忍者」（1973年3月22日、フジテレビ） - 井上九郎太
- 殺人大百科 手作りの棺（1973年8月3日 - 8月24日、毎日放送）
- 東芝日曜劇場（TBS）
  - りんりんと（1974年9月8日） - 主演・信
  - ラスト・ダンス（1977年4月17日、CBC）
  - あしたの海（1977年9月11日） - 主演・鳴水俊介
  - 時計（1977年11月13日） - 文吉
  - 松本清張おんなシリーズ・心の影（1978年6月） - 速水
  - 露草のように（1978年9月3日）
- 大河ドラマ（NHK総合）
  - 勝海舟（1974年） - 田中新兵衛
  - 炎立つ（1993年 - 1994年） - 藤原秀衡
  - 武蔵 MUSASHI（2003年） - 沢庵（沢庵宗彭）
- 影同心（1975年4月5日 - 10月11日、毎日放送）‐ 高木勘平
- 前略おふくろ様 第2シリーズ 第16話（1977年2月4日、日本テレビ） -宮川力
- かあさん堂々（1977年4月26日 - 9月27日、TBS） - 南京太郎
- 天の花と実（1977年9月12日 - 12月26日、テレビ朝日、ポーラ名作劇場）
- まひる野（1977年9月24日 - 1978年1月28日、フジテレビ、土曜劇場）
- 遠ざかる足音（1978年1月6日 - 4月14日、TBS、金曜ドラマ）
- 哀愁 はてしなき愛（1978年4月6日 - 9月28日、よみうりテレビ制作木曜10時枠連続ドラマ）
- ゴールデンドラマシリーズ（フジテレビ）
  - 殺人の棋譜（1978年4月22日 - 5月20日）
  - 悪の紋章（1979年1月20日 - 2月24日）
- 南十字星 コルネリアお雪異聞 わたしの山田長政（1978年12月1日、朝日放送、スペシャルドラマ）
- 結婚のとき（1979年1月24日 - 4月4日、フジテレビ、平岩弓枝ドラマシリーズ）
- 愛と喝采と（1979年4月12日 - 1979年7月5日、TBS、木曜座） -北川薫
- 高木彬光シリーズ 白昼の死角（1979年8月 - 9月、毎日放送） -主演・鶴岡七郎
- 大激闘マッドポリス'80（1980年4月 - 7月、日本テレビ） -主演・氷室健一
- 特命刑事（1980年7月 - 9月、日本テレビ） -主演・氷室健一
- 木曜ゴールデンドラマ（よみうりテレビ）
  - 誘拐（1980年9月11日） -主演
  - 少年はどこに消えた（1981年9月10日） - 主演
- 夜の花火（1981年4月2日～1981年7月16日、TBS、木曜座） -雨宮慎吾
- 時代劇スペシャル（フジテレビ）
  - 傘次郎・新子捕物日記 夫婦河童（1981年6月26日） - 主演・坂根傘次郎
  - 傘次郎新子捕物日記 夫婦十手（1982年6月4日） - 主演・坂根傘次郎
- 銀河テレビ小説（NHK総合）
  - ふたりでひとり（1981年11月2日 - 12月4日） - 主演・井沢雄二
  - 主夫物語（1986年6月23日 - 7月18日） - 主演・谷山茂朗
  - 男の子育て日記（1987年6月8日 - 7月3日） - 主演・川北
  - お父さん入門（1988年） - 主演・浜田浩二郎
- 連続テレビ小説（NHK総合）
  - おしん（1983年4月 - 1984年3月） - 並木浩太
  - ちりとてちん（2007年10月1日 - 2008年3月29日） - 徒然亭草若
- 火曜サスペンス劇場 (日本テレビ)
  - その朝おまえは何を見たか（1983年6月7日） -主演・三井田久志
  - 私が死んだ夜（1985年12月10日） - 主演
  - 苦い夜（1999年6月29日) - 主演・相沢達夫
- 生きていた男（1984年1月28日、TBS、ザ・サスペンス）
- 土曜ワイド劇場（テレビ朝日）
  - 松本清張の葦の浮船（1984年2月4日） - 主演・小関久雄
  - タクシードライバーの推理日誌シリーズ（1992年 - 2016年） - 主演・夜明日出夫
  - 松本清張没後10年記念企画・黒の奔流（2002年9月28日） - 主演・矢口孝
  - ひまわり〜桶川女子大生ストーカー殺人事件〜（2003年12月13日） - 主演・猪野憲一
  - 警視庁捜査一課強行犯七係（2005年2月12日） - 主演・九重鉄三郎
  - 半落ち（2007年12月8日） - 主演・梶総一郎
- 刑事物語'85（1985年4月 - 9月、日本テレビ） - 主演・本庄日出夫
- 真田太平記（1985年4月 - 1986年3月、NHK総合、新大型時代劇） - 主演・真田信之
- 上意討ち 美女が惚れた腰抜け侍（1987年7月2日、テレビ朝日、傑作時代劇） - 主演・双子六兵衛
- 塀の中の懲りない面々（1987年 - 1990年 2時間ドラマ5作品 TBS） - 主演・安部直也
  - 塀の中のプレイ・ボール（1991年、TBS） - 主演・水田順一
- 夏が来れば思い出す ダウンタウン・ヒーローズ（1988年8月9日、テレビ朝日、火曜スーパーワイド）
- 代議士の妻たちII（1989年1月 - 3月、TBS） - 主演・金森壮太郎（W主演：賀来千香子）
- 花のいのち（1989年5月13日、TBS、土曜ドラマスペシャル）
- 五島・福江行（1989年8月12日、TBS） - 主演・刑事 津田
- 天と地と - 黎明編（1990年4月20日、日本テレビ、金曜ロードショー特別企画） - 宇佐美定行
- 愛されてますかお父さん（1990年9月5日 - 12月5日、NHK総合、水曜ドラマ） - 主演・和之
- 月曜ドラマスペシャル（TBS）
  - 三十六人の乗客（1991年11月11日） -主演・鳥海圭介
  - 松本清張サスペンス 黒い画集・証言（1992年10月19日） - 主演・石野貞一郎
  - 出世と左遷（1996年5月13日）
  - 山村美紗サスペンス 名探偵キャサリン 第7作「エジプト女王の棺」（1999年3月22日） - 山中英明 (特別出演)
- 十津川警部シリーズ（1992年 - 2015年、TBS、月曜ドラマスペシャル⇒月曜ミステリー劇場⇒月曜ゴールデン） - 主演・十津川省三
- 流れてやまず〜長流不息〜（1992年11月7日・14日、NHK総合、土曜ドラマ）
- 大忠臣蔵（1994年1月1日、TBS） - 土屋主税
- 日曜劇場（TBS）
  - ボクの就職（1994年4月10日 - 6月26日） - 西条浩一郎
  - 南極大陸（2011年10月16日 - 12月） - 倉持篤志
  - おやじの背中 第4話（2014年8月3日） - 主演・麻倉賢三
- 男はいらない（1994年10月20日 - 12月15日、よみうりテレビ） - 藪沢洋一
- 私は貝になりたい（1994年10月31日、TBS） - 神父
- 侠客・幡随院長兵衛（1995年10月6日、テレビ東京、時代劇スペシャル） - 水野十郎左衛門
- たにんどんぶり（1996年6月10日 - 7月4日、NHK総合） - 柳本治
- 事件・市民の判決（1996年10月7日 - 12月16日、テレビ東京） - 主演・佐田章
- 卒業写真（1997年8月30日、山口放送45周年記念ドラマ） - 主演・志村峰和（W主演：西田ひかる）
- 黄昏流星群 -恋をもう一度-（1997年8月31日 - 9月21日、NHK BS2） - 主演・盛本芳春
- 松本清張七回忌特別企画・熱い絹（1998年3月24日、よみうりテレビ開局40周年記念ドラマ） - 長谷部忠雄
- 金曜エンタテイメント（フジテレビ）
  - 猟犬探偵・竜門卓 セント・メリーのリボン（1999年2月26日、春のドラマスペシャル） - 主演・竜門卓
  - 旅立つ人と（1999年10月29日、山田太一脚本、ドラマスペシャル） - 沢木良成
- バブル（2001年1月5日 - 3月23日、NHK総合、ドラマ家族模様） - 興津俊信
- 女と愛とミステリー（テレビ東京・BSジャパン）
  - てのひらの闇（2001年2月11日） - 石崎博久
  - 長崎で消えた女（2002年4月） - 主演・二本松秋彦
  - 湯けむり殺人案内 なんにも専務の名推理（2003年1月） - 主演・野苔由美夫
  - 捜査一課長・神崎省吾 椿の入れ墨をした女（2004年8月8日） - 主演・神崎省吾
  - 警部補・鳴沢了〜破弾〜（2005年3月13日） - 主演・鳴沢了
- いくつもの海を越えて (2001年3月6日、日本テレビ、日本テレコム感動ドラマスペシャル） - 主演・湊三郎
- 北アルプス山岳救助隊・紫門一鬼シリーズ（2001年 - 2009年、テレビ東京、女と愛とミステリー⇒水曜ミステリー9） - 小室康平
  - 北アルプス山岳救助隊・紫門一鬼1 北アルプス穂高連峰殺人事件（2001年3月7日）
  - 北アルプス山岳救助隊・紫門一鬼2 北アルプス白馬連峰殺人山行（2001年8月29日）
  - 北アルプス山岳救助隊・紫門一鬼3 北アルプス雪山殺人迷路（2002年2月6日）
  - 北アルプス山岳救助隊・紫門一鬼4 北アルプス殺人ケルン（2002年11月6日）
  - 北アルプス山岳救助隊・紫門一鬼5 殺人山行不帰ノ嶮（2003年8月27日）
  - 北アルプス山岳救助隊・紫門一鬼6 白馬乗鞍岳の殺意（2004年11月24日）
  - 北アルプス山岳救助隊・紫門一鬼7 白馬大雪渓殺意の罠（2005年9月7日）
  - 北アルプス山岳救助隊・紫門一鬼8 白馬八方尾根雪どけの叫び（2006年11月1日）
  - 北アルプス山岳救助隊・紫門一鬼9 白馬山岳ツアー天空の密室殺人（2007年7月18日）
  - 北アルプス山岳救助隊・紫門一鬼10 白馬・唐松岳殺人ルート（2008年3月12日）
  - 北アルプス山岳救助隊・紫門一鬼11 谷川岳〜白馬岳〜常念岳 謎の殺人メッセージ（2009年1月14日）
- 十手人（2001年4月19日 - 6月28日、テレビ朝日、連続時代劇） - 同心佐々木
- 京都迷宮案内第3シリーズ 最終話（2001年6月21日、テレビ朝日） -本人
- 世直し公務員 ザ・公証人シリーズ（2002年 - 2015年、TBS、月曜ミステリー劇場⇒月曜ゴールデン） - 主演・真山壱成
  - 世直し公務員 ザ・公証人（2002年5月13日）
  - 世直し公務員 ザ・公証人2（2003年3月10日）
  - 世直し公務員 ザ・公証人3（2003年7月7日）
  - 世直し公務員 ザ・公証人4（2004年2月16日）
  - 世直し公務員 ザ・公証人5（2005年4月18日）
  - 世直し公務員 ザ・公証人6（2006年2月6日）
  - 世直し公務員 ザ・公証人7（2008年4月28日）
  - 世直し公務員 ザ・公証人8（2009年6月29日）
  - 世直し公務員 ザ・公証人9（2011年6月13日）
  - 世直し公務員 ザ・公証人10（2012年2月27日）
  - 世直し公務員 ザ・公証人11（2014年4月14日）
  - 新・世直し公務員 ザ・公証人（2015年3月23日）
- おみやさんシリーズ（2002年 - 2016年、テレビ朝日） - 主演・鳥居勘三郎（警部）
  - 京都鴨川東署迷宮課おみやさん 第1シリーズ（2002年5月9日 - 7月18日）
  - おみやさん 第2シリーズ（2003年4月17日 - 6月26日）
  - おみやさん 第3シリーズ（2004年6月17日 - 9月16日）
  - おみやさん 第4シリーズ（2005年4月21日 - 6月23日）
  - おみやさん 第5シリーズ（2006年10月19日 - 12月14日）
  - おみやさん 第6シリーズ（2008年10月16日 - 2009年3月19日）
  - おみやさん 第7シリーズ（2010年4月15日 - 6月10日）
  - おみやさん スペシャル（2010年12月16日）
  - おみやさん 第8シリーズ（2011年4月28日 - 6月23日）
  - 新・おみやさん 第9シリーズ（2012年4月12日 - 6月14日）
  - おみやさん 新春スペシャル（2014年1月3日）
  - おみやさん スペシャル（2016年2月13日）
  - おみやさん スペシャル2（2016年10月15日）[155]
- 水曜プレミア（TBS）
  - つぐない（2004年6月30日、TBS） - 主演・高津明彦
  - 獄窓記（2005年4月20日、TBS、実録ドラマ特別企画） - 佐藤
- 虚貌 顔のない殺人者（2005年7月7日、テレビ朝日、サスペンス特別企画） -主演・滝中守年
- 食い道楽!出張料理人 亀崎源一（2006年2月8日、テレビ東京、水曜ミステリー9） -主演・亀崎源一
- 時代屋の女房（2006年2月14日、日本テレビ、ドラマコンプレックス） -主演・安
- 警視庁捜査一課9係シリーズ（2006年 - 2017年、テレビ朝日） - 主演・加納倫太郎
  - 警視庁捜査一課9係（2006年4月19日 - 6月21日）
  - 警視庁捜査一課9係 年末スペシャル（2006年12月27日）
  - 警視庁捜査一課9係season2（2007年4月25日 - 6月20日）
  - 警視庁捜査一課9係season3（2008年4月16日 - 6月18日）
  - 新・警視庁捜査一課9係（2009年7月1日 - 9月16日）
  - 新・警視庁捜査一課9係season2（2010年6月30日 - 9月15日）
  - 新・警視庁捜査一課9係season3（2011年7月6日 - 9月14日）
  - 警視庁捜査一課9係season7（2012年7月4日 - 9月5日）
  - 警視庁捜査一課9係season8（2013年7月10日 - 9月11日）
  - 警視庁捜査一課9係season9（2014年7月9日 - 9月10日）
  - 警視庁捜査一課9係 2時間スペシャル（2014年10月5日）
  - 警視庁捜査一課9係season10（2015年4月22日 - 7月1日）
  - 警視庁捜査一課9係season11（2016年4月6日 - 6月15日）
  - 警視庁捜査一課9係season12 第1話（2017年4月12日）[注釈 9]
- 天と地と（2008年1月6日、テレビ朝日） -宇佐美定行
- やまない雨はない（2010年3月6日、テレビ朝日、ドラマスペシャル） -主演・倉嶋厚
- 金曜プレステージ（フジテレビ）
  - 内田康夫ミステリー 湯布院殺人事件（2010年11月19日） - 主演・和泉直人
  - 更生人・土門恭介の再犯ファイル〜罪を犯した女たち〜（2014年2月21日） - 主演・土門恭介
- SP〜警視庁警護課シリーズ（2011年 - 2014年、テレビ朝日、ドラマスペシャル） - 主演・竹内孝治
  - SP〜警視庁警護課（2011年10月8日）
  - SP〜警視庁警護課2（2012年3月3日）
  - SP〜警視庁警護課3（2013年4月27日）
  - SP〜警視庁警護課4（2014年5月4日）
- 医師・円城寺修シリーズ（TBS、月曜ゴールデン） - 主演・円城寺修
  - 医師・円城寺修 杜の都の死刑囚（2011年12月5日）
  - 医師・円城寺修II 恨みの報酬（2012年6月4日）
- 帰郷（2011年12月23日、TBS、年末ドラマスペシャル） - 神尾真次郎（兄の渡哲也とW主演）
- 京都地検の女 第8シリーズ 第1話（2012年7月5日、テレビ朝日） - 鳥居勘三郎
- よその歌 わたしの唄（2013年7月19日、フジテレビ、山田太一ドラマスペシャル） - 主演・春川高史
- 判事失格!?弁護士夏目連太郎の逆転捜査（2017年3月24日、フジテレビ、金曜プレミアム） - 主演・夏目連太郎[注釈 10]※遺作
- 二夜連続ドラマスペシャル アガサ・クリスティ そして誰もいなくなった（2017年3月25日・26日、テレビ朝日） - 磐村兵庫[156] ※遺作[157]
- 特捜9（テレビ朝日）- 加納倫太郎[注釈 11]
  - season4 第3話（2021年4月21日）※ノンクレジット
  - final season 最終回（2025年6月11日）

### 劇場アニメ
- 三国志 完結編・遥かなる大地（1994年） - 主演・曹操 ※兄・渡哲也が病気のため完結編のみ代役

### 吹替
- ザ・ソプラノズ 哀愁のマフィア（トニー・ソプラノ〈ジェームズ・ガンドルフィーニ〉） ※ソフト版

### テレビ番組
- BS-TBS開局10周年記念番組「プレミアム6 西村京太郎ミステリー紀行〜十津川警部が見た風景〜」（2010年2月28日、BS-TBS） - 西村京太郎・伊東四朗との初三者対談

### 広告
- 東ハトチョコレートケーキ
- 味の素 アルギンZ(「南極物語」とのタイアップ)
- メガネスーパー
- ツムラバスクリン（裸の王様篇）
- ハウス食品六甲のおいしい水
- JAバンク
- JA静岡県信連（1980年代中期から1990年代初頭）
- 原子力発電環境整備機構
- 積水化学工業セキスイハイム
- モランボンジャン
- 日本農産工業ヨード卵 光
- 宝酒造松竹梅（1995年に実兄・渡と共演[注釈 12][158]。）

## 楽曲

### シングル
1. さすらい人別帳（1970年3月1日、クラウン、CW-1038）
  - 作詞：星野哲郎 / 作曲：鏑木創 / 編曲：鏑木創
  - 東映映画「人別帳」シリーズ主題歌
  - （c/w 掟）
2. ごっかんブルース（1970年7月、クラウン、CW-1068）
  - 作詞：東耳男 / 作曲：鏑木創 / 編曲：鏑木創
  - 東映映画「監獄人別帳」主題歌
  - （c/w 俺は忘れもの）
3. 三千世界のブルース（1971年4月、クラウン、CW-1129）
  - 作詞：東耳男 / 作曲：不詳
  - 東映映画「博奕打ち いのち札」挿入歌
  - （c/w 命うりたし）
4. 人間稼業（1971年10月1日、クラウン、CW-1196）
  - 作詞：星野哲郎 / 作曲：鏑木創 / 編曲：鏑木創
  - 東映映画「悪の親衛隊」主題歌
  - （c/w 鉄砲玉ブルース）
5. 三十路男は阿呆鳥（1977年9月、テイチク、RS-91）
  - 作詞：長戸大幸 / 作曲：長戸大幸 / 編曲：高田弘
6. とんずらトンボ（1979年3月、キング、GK-285）
  - 作詞：荒木とよひさ / 作曲：荒木とよひさ / 編曲：丸山雅仁
  - （c/w カウンター列車）
7. 不帰橋（かえらずばし）（1979年12月、キング、GK-363）
  - 作詞：荒木とよひさ / 作曲：荒木とよひさ / 編曲：丸山雅仁
  - （c/w ほろほろ鳥）
8. 静かにマイ ウェイ（1985年3月21日、東芝）
  - 作詞：村上悠子 / 作曲：佐々木勉 / 編曲：竜崎孝路
  - （c/w 男どうし）
9. だいこんおろしの歌（1985年12月21日、東芝）
  - 作詞：星野哲郎 / 作曲：市川昭介 / 編曲：高田弘
  - （c/w 銀いろの雨）
10. 裸の王様。（1991年9月21日、ビクター、VIDL-10153）
  - 作詞：東京バナナボーイズ / 作曲：東京バナナボーイズ / 編曲：東京バナナボーイズ
  - バスクリンのCMソング
  - （c/w 裸の王様（オリジナルカラオケ））

### オリジナル・アルバム
1. 傷だらけの獣たち 渡瀬恒彦真夜中に唄う（1970年、クラウン、GW-6019）
2. 渡瀬恒彦〜手さぐりの日々（1978年、キング、SKS-54）
3. だいこんおろしの歌（1986年、東芝、TP-90377）

## 演じた俳優
- 徳重聡（女優 麗子〜炎のように、2013年3月6日）